# Leucanopsis huacina
Leucanopsis huacina là một loài bướm đêm thuộc phân họ Arctiinae, họ Erebidae.